# Şerif Gören
Şerif Gören (1. července 1944 Xanthi –  8. prosince 2024 Mersin) byl turecký filmový režisér narozený v Řecku. Je držitelem hlavní ceny Zlatá palma na filmovém festivalu v Cannes v roce 1982, obdržel ji za film Cesta (Yol). Na stejném festivalu získal za stejný film i cenu FIPRESCI a cenu ekumenické poroty.
Gören začal svou filmovou kariéru jako střihač a poté pokračoval jako asistent režie Yılmaze Güneyho. Spolu začali režírovat film Endişe (Úzkost) v roce 1974, na začátku natáčení byl ale Güney zatčen a za nějakou dobu odsouzen za vraždu soudce. Gören film dokončil a připsal si tak první položku do své režijní filmografie. Úzkost byl úspěšný film, který získal šest cen na 12. filmovém festivalu v Antalyi v roce 1975, včetně ceny pro nejlepší turecký film a nejlepší režii. V dalších deseti letech režíroval více než třicítku filmů. Protože v letech 1979–80 sloužil jako předseda Asociace filmových režisérů, byl po vojenském převratu v roce 1980 zatčen. Po propuštění natočil svůj nejslavnější film Yol. Scénář napsal tehdy ještě žalářovaný Güney, později se mu podařilo odejít do exilu, kde se podílel na dokončovacích pracích, takže je uváděn jako spolurežisér snímku. V roce 1984 získal cenu FIPRESCI na festivalu v Karlových Varech za snímek Derman.